# 水野専之助
水野 専之助（みずの せんのすけ、1868年3月19日〈明治元年2月26日〉 - 没年不明）は、日本の実業家、愛知県多額納税者、地主。族籍は愛知県平民。

## 人物
愛知県人・水野七右衛門の長男。1878年、家督を相続する。農業を営む。昭和殖産、真田貿易、関ケ原炭鉱各取締役、真田貿易社長をつとめる。貴族院多額納税者議員選挙の互選資格を有する。住所は名古屋市南区熱田富江町。

## 家族・親族
水野家
- 妻・くら（1888年 - ?、愛知、伊藤源兵衛の妹）[3][7]
- 二男・源次郎（1898年 - ?）[3]
  - 同妻・やす（1906年 - ?、愛知、石原平左衛門の二女）[3]
- 三女[3]
- 四女[3]
- 五女[3]
- 四男[7]
- 五男[3]

親戚
- 二男の妻の父・石原平左衛門（愛知県多額納税者、かぢ平、銅鉄金物商）